# Степненська сільська рада (Нижньосірогозький район)
Сте́пненська сільська́ ра́да — адміністративно-територіальна одиниця та орган місцевого самоврядування в Нижньосірогозькому районі Херсонської області. Адміністративний центр — село Степне.

## Загальні відомості
Степненська сільська рада утворена в 1958 році.
05.02.1965 Указом Президії Верховної Ради Української РСР передано Степнянську сільраду Горностаївського району до складу Нижньосірогозького району.
- Територія ради: 123,435 км²
- Населення ради: 1 036 осіб (станом на 2001 рік)

## Населені пункти
Сільській раді підпорядковані населені пункти:
- с. Степне
- с-ще Дальнє

## Склад ради
Рада складається з 12 депутатів та голови.
- Голова ради: Парчук Микола Павлович
- Секретар ради: Коноваленко Віталій Вікторович

### Керівний склад попередніх скликань
| Прізвище, ім'я, по батькові | Основні відомості                                                                                          | Дата обрання | Дата звільнення |
| --------------------------- | --- | ------------ | --------------- |
| Воробйов Павло Іванович     | Сільський голова, 1953 року народження, безпартійний                                                       | 26.03.2006   | 19.05.2010      |
| Парчук Микола Павлович      | Сільський голова, 1956 року народження, освіта вища, член Соціал-демократичної партії України (об'єднаної) | 31.10.2010   |                 |

Примітка: таблиця складена за даними сайту Верховної Ради України

### Депутати
За результатами місцевих виборів 2010 року депутатами ради стали:

#### За суб'єктами висування
| Суб'єкт висування                                       | Кількість обраних депутатів | %    |
| ------------------------------------------------------- | --------------------------- | ---- |
| Партія регіонів                                         | 6                           | 50   |
| Комуністична партія України                             | 2                           | 16,7 |
| Народна партія                                          | 2                           | 16,7 |
| Політична партія Всеукраїнське об'єднання «Батьківщина» | 1                           | 8,3  |
| Соціал-демократична партія України                      | 1                           | 8,3  |

#### За округами
| № округу                                                | Прізвище, ім'я, по батькові     | Дата визнання обраним | Освіта  | Партійна приналежність                        | Відомості про обраного депутата                    |
| ------------------------------------------------------- | ------------------------------- | --------------------- | ------- | --------------------------------------------- | -------------------------------------------------- |
| Комуністична партія України                             |                                 |                       |         |                                               |                                                    |
| 4                                                       | Погрібний Віктор Тимофійович    | 03.11.2010            | вища    | позапартійний                                 | дошкільний заклад, охоронець                       |
| 10                                                      | Клюєва Світлана Григорівна      | 03.11.2010            | середня | позапартійна                                  | тимчасово не працює                                |
| Народна Партія                                          |                                 |                       |         |                                               |                                                    |
| 8                                                       | Коноваленко Віталій Вікторович  | 03.11.2010            | середня | член Народної партії                          | Степненська сільська рада, секретар                |
| 12                                                      | Зінчук Федір Федорович          | 03.11.2010            | середня | член Народної партії                          | тимчасово не працює                                |
| Партія регіонів                                         |                                 |                       |         |                                               |                                                    |
| 1                                                       | Марковець Світлана Григорівна   | 03.11.2010            | вища    | позапартійна                                  | фельдшерсько-акушерський пункт, санітарка          |
| 2                                                       | Бугровенко Володимир Васильович | 03.11.2010            | середня | член Партії регіонів                          | тимчасово не працює                                |
| 3                                                       | Жупина Людмила Віталіївна       | 03.11.2010            | вища    | член Партії регіонів                          | Степненська сільська рада, спеціаліст              |
| 5                                                       | Фролова Валентина Василівна     | 03.11.2010            | вища    | член Партії регіонів                          | тимчасово не працює                                |
| 6                                                       | Погонець Лариса Павлівна        | 03.11.2010            | середня | член Партії регіонів                          | дошкільний заклад, помічник вихователя             |
| 9                                                       | Бубнов Олег Олександрович       | 03.11.2010            | середня | член Партії регіонів                          | сільська амбулаторія, водій                        |
| Політична партія Всеукраїнське об'єднання «Батьківщина» |                                 |                       |         |                                               |                                                    |
| 11                                                      | Коробова Зінаїда Омелянівна     | 03.11.2010            | вища    | член Всеукраїнського об'єднання «Батьківщина» | дитячий садок, вихователь                          |
| Соціал-демократична партія України                      |                                 |                       |         |                                               |                                                    |
| 7                                                       | Мельниченко Олександр Федорович | 03.11.2010            | середня | позапартійний                                 | Степненська загальноосвітня школа I-III ст., водій |

## Населення
Згідно з переписом УРСР 1989 року чисельність наявного населення сільської ради становила 1709 осіб, з яких 789 чоловіків та 920 жінок.
За переписом населення України 2001 року в сільській раді мешкали 1034 особи.

### Мова
Розподіл населення за рідною мовою за даними перепису 2001 року:
| Мова       | Відсоток |
| ---------- | -------- |
| українська | 92,47 %  |
| російська  | 6,95 %   |
| білоруська | 0,10 %   |
| болгарська | 0,10 %   |
| інші       | 0,38 %   |